# Referendum na Falklandach w 2013 roku

Mapa przedstawiająca położenie Falklandów i Wielkiej Brytanii

Referendum na Falklandach w 2013 roku – głosowanie powszechne na Falklandach przeprowadzone w dniach 10 i 11 marca 2013 roku celem poznania preferencji obywateli odnośnie do statusu politycznego wysp falklandzkich, będących brytyjskim terytorium zamorskim położonym ok. 480 km od wybrzeży Argentyny. 
Poprzednie referendum w sprawie statusu Falklandów przeprowadzono w 1986 roku. Impulsem do odnowienia sporu ze strony Argentyny było odkrycie wokół wysp złóż ropy naftowej. Decyzję o przeprowadzeniu kolejnego referendum podjęły władze samych Falklandów latem 2012 roku. Celem lokalnego rządu było dostarczenie argumentów na rzecz zakończenia sporu terytorialnego o przynależność wysp. Pomysł referendum poparł rząd brytyjski. Jeszcze przed referendum rząd Argentyny krytykował głosowanie jako nieodpowiedzialną i nieuczciwą inicjatywę służącą manipulacji, a prezydent tego kraju, Cristina Fernández de Kirchner, zapowiedziała z góry nieuznanie wyników referendum twierdząc, że zdanie mieszkańców archipelagu nie ma w sporze argentyńsko-brytyjskim żadnego znaczenia. Rząd Argentyny żąda rozmów dwustronnych między obu krajami w sprawie przyszłości wysp, czemu sprzeciwia się Wielka Brytania.
W referendum zadano pytanie, czy Falklandy mają utrzymać swój dotychczasowy status polityczny jako terytorium zamorskie Zjednoczonego Królestwa. W przypadku uzyskania większości odpowiedzi pozytywnych, referendum miało zakończyć się po jednym głosowaniu. W przypadku uzyskania większości odpowiedzi negatywnych zaplanowano drugie głosowanie, w którym przedstawionoby różne możliwości zmiany statusu.
Plebiscyt zapowiedziano na 10 i 11 marca 2013 roku. W głosowaniu wzięło udział 92% z 1672 uprawnionych do głosowania. Na pytanie, czy Falklandy mają utrzymać swój dotychczasowy status polityczny jako terytorium zamorskie Zjednoczonego Królestwa, odpowiedziało pozytywnie 99,8% spośród głosujących. W sumie za zmianą dotychczasowego statusu wysp głosowały trzy osoby.
|                            | Liczba głosów | %      |
| -------------------------- | ------------- | ------ |
| Za utrzymaniem statusu     | 1513          | 99,80% |
| Za zmianą statusu          | 3             | 0,20%  |
| Uprawnionych do głosowania | 1672          | 1672   |
| Frekwencja                 | 92,00%        | 92,00% |

Organizacja Narodów Zjednoczonych nie uznała referendum, ponieważ nie zostało ono zorganizowane ani przeprowadzone pod auspicjami Organizacji Narodów Zjednoczonych, lecz zostało jednostronnie zwołane przez Zjednoczone Królestwo, co stanowi naruszenie rezolucji A/RES/31/49, której punkt 4 stanowi, że:

Zgromadzenie Ogólne, [...] 4. Wzywa obie strony do powstrzymania się od podejmowania decyzji, które pociągałyby za sobą jednostronne zmiany sytuacji, podczas gdy Wyspy przechodzą proces zalecany w wyżej wymienionych rezolucjach; [...].